# Brugsche polder
De Brugsche polder is een polder ten noordoosten van Sint Anna ter Muiden, behorend tot de Sluisse- en Zwinpolders.
Het is een middeleeuwse polder, waarvan het jaar van indijking niet bekend is.  De bedijking van de Brugsche polder verving de twee polders die op die plaats reeds in 1324 vermeld werden: de Steenpolder en de Filip Cur Polder.
De 24 ha grote polder ligt direct ten oosten van de Graaf Jansdijk. In het oosten grenst ze aan de Robbemoreelpolder.